# Deutsche Bank Park
Deutsche Bank Park (dříve Waldstadion) je stadion ve Frankfurtu. Byl postaven v roce 1966, v roce 1974 se zde konalo mistrovství světa ve fotbale. Před mistrovstvím světa v roce 2006 prošel rekonstrukcí, která stála 126 milionů eur. Stadion má zatahovací střechu. Nejvýznamnější akcí, která se zde pořádala bylo finále Poháru FIFA mezi Brazílií a Argentinou v roce 2005 a mistrovství světa v roce 2006.
Do roku 2020 nesl stadion sponzorský název Commerzbank-Arena. V roce 2020 se fotbalový klub Eintracht Frankfurt domluvil s Deutsche Bank na sedmileté smlouvě do roku 2027. Stadion tak nově nese název Deutsche Bank Park.

## Informace o stadionu
- Kapacita: 52 300 diváků
- Rok otevření: 1925
- Domovský klub: Eintracht Frankfurt